# Кандель, Борис Львович
Борис Львович (Лейбович) Кандель (2 апреля 1916, Сокольники, Невельский уезд, Витебская губерния, Российская империя — 21 января 2012, Кёльн, Германия) — советский библиограф, литературовед, переводчик и филолог-германист.

## Биография
Родился в семье служащих. В 1931 году после окончания школы-семилетки поступил в ФЗУ. Получил профессию токаря, некоторорое время работал на заводе «Красный путиловец».

Завершив среднее образование на рабфаке Ленинградского планового института, в 1934 году поступил в Ленинградский институт истории, философии и лингвистики, который вошёл в состав ЛГУ.

В 1939 году окончил филологический факультет университета и поступил в аспирантуру ИРЛИ.

В начале Великой Отечественной войны в качестве переводчика добровольцем вступил в Василеостровскую стрелковую дивизию народного ополчения. В феврале 1942 года эвакуирован в Яранск Кировской области, где три года работал в школе учителем немецкого языка.

Вернувшись в Ленинград, продолжил обучение в аспирантуре, в 1947 году защитил кандидатскую диссертациюи поступил на работу в ГПБ имени М. Е. Салтыкова-Щедрина.

В 1959 году в издательстве библиотеки вышла его первая книга «Путеводитель по иностранным библиографиям и справочникам по литературоведению и художественной литературе».

Автор более 80 пособий, указаний и фундаментальных библиографических изданий по русской и зарубежной художественной литературе и литературоведению, по истории зарубежных стран, переводов с английского, немецкого, французского и испанского языков.

Подготовил к печати сборники рассказов О. Генри, А. Моруа, А. Труайя, А. Кларка, Ш. Андерсона, У. Сарояна и других зарубежных писателей, пьесы А. Буэро Вальехо «Сон разума» и Р. Тома «Убийство в Немуре».

После выхода на пенсию в 1983 году до 1997 года продолжал занимаиться научной деятельностью. Участвовал в работе над проектом «Россика: библиография русской зарубежной библиографии и иностранной библиографии о России».

## Научные работы

### Библиографические указатели
- Путеводитель по иностранным библиографиям и справочникам по литературоведению и художественной литературе. — Л., 1959.
- Библиография русских библиографий по зарубежной художественной литературе и литературоведению. — Л., 1962.
- История зарубежных стран : Библиография рус. библиографий, опубл. с 1857 по 1965 г. — М., 1966.
- Русская художественная литература и литературоведение : Указ. справ.-библиогр. пособий с конца XVIII в. по 1974 г. / Б. Л. Кандель, Л. М. Федюшина, М. А. Бенина. — М., 1976.
- Отечественные указатели библиографических пособий. — Л., 1983.
- Зарубежная художественная литература и литературоведение : Указ. иностр. справ.-библиогр. пособий, 1958-1984 гг. — Л., 1985—1994.

Ч. 1. — 1985.
Ч. 2. — 1986.
Ч. 3. — СПб., 1994.
- Отечественные указатели библиографических пособий. — 2-е изд., доп. — Л., 1989.

## Награды
Награждён медалями «За доблестный труд. В ознаменование 100-летия со дня рождения В. И. Ленина», «В память 250-летия Ленинграда», знаком Министерства культуры СССР «За отличную работу». Занесён в «Книгу Почёта» Российской национальной библиотеки.